# Book of Dreams
Albums de Steve Miller
Fly Like an Eagle
(1976) Circle of Love
(1981)
Book of Dreams (1977) est le 10e album du groupe de rock américain Steve Miller Band.

## Présentation
Il a été classé deuxième album de Pop rock au Billboard en 1977.

## Titres de l’album
1. "Threshold" (Miller) - 1:06
2. "Jet Airliner" (Pena) - 4:25
3. "Winter Time" (Miller) - 3:12
4. "Swingtown" (Miller/McCarty) - 3:56
5. "True Fine Love" (Miller) - 2:39
6. "Wish Upon A Star" (Miller) - 3:39
7. "Jungle Love" (Turner/Douglass) - 3:07
8. "Electro Lux Imbroglio" (Miller) - 0:57
9. "Sacrifice" (Cooke/Dudek) - 5:20
10. "The Stake" (Denny) - 3:58
11. "My Own Space" (Cooper/Winkelman) - 3:04
12. "Babes In The Wood" (Miller) - 2:32

## Musiciens
- Steve Miller - vocaux, guitare, synthétiseur, sitar
- Byron Allred - piano, synthétiseur
- Gary Mallaber - batterie, percussions
- David Denny - guitare
- Lonnie Turner - guitare basse
- Greg Douglass - slide guitare
- Norton Buffalo - Harmonica sur les pistes 3 & 10
- Les Dudek - Guitare sur la piste 9
- Kenny Johnson - batterie sur la piste 9
- Jachym Young - piano sur la piste 9
- Charles Calamise - guitare basse sur la piste 9
- Curley Cooke - guitare acoustique sur la piste 9
- Bob Globb - guitare basse sur la piste 3